# Edmund Jankowski (językoznawca)
Edmund Jerzy Jankowski (ur. 16 grudnia 1912 w Warszawie, zm. 26 kwietnia 1991 tamże) – polski językoznawca, profesor historii literatury.

## Życiorys

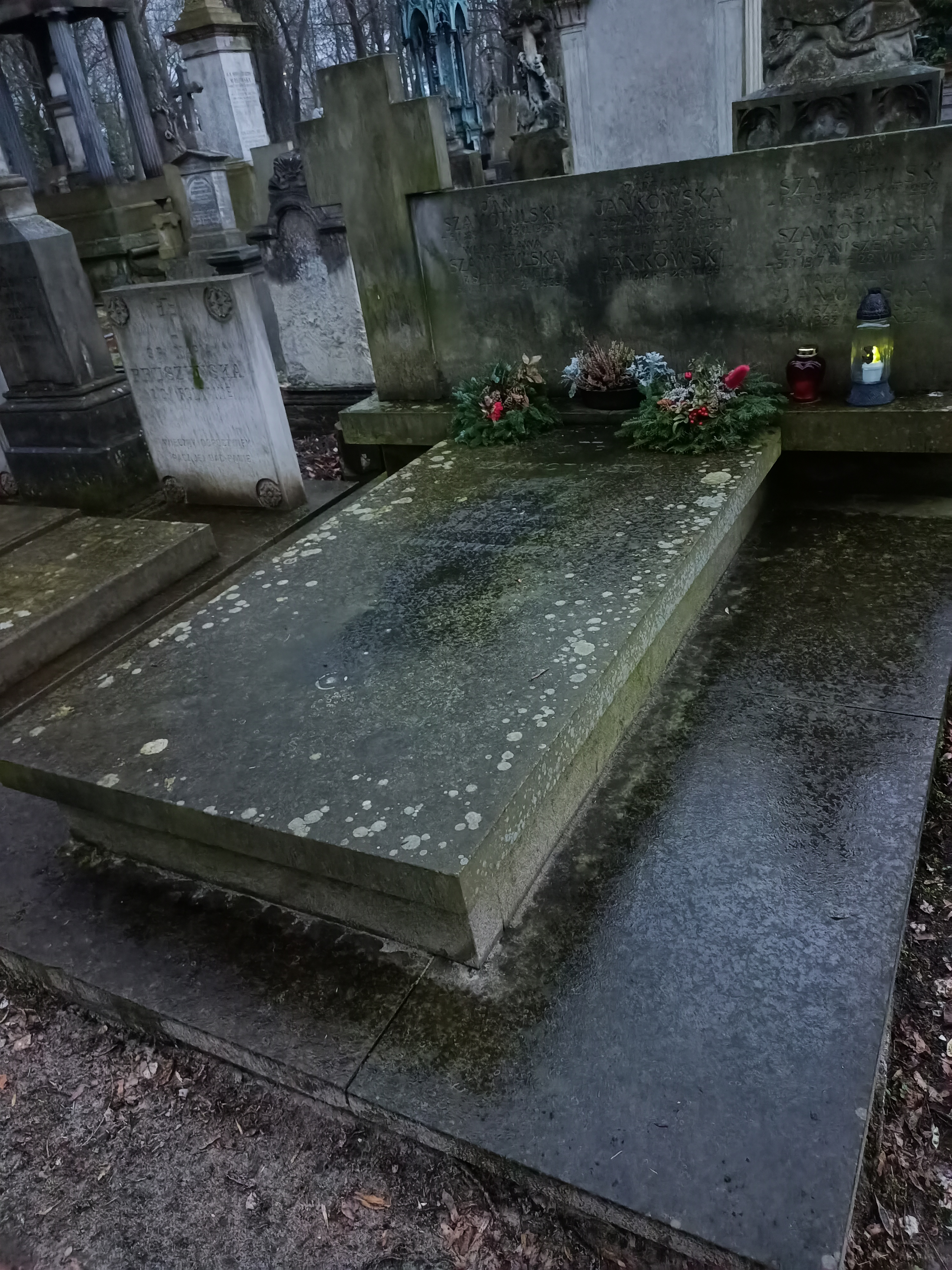
Grób Edmunda Jerzego Jankowskiego na Cmentarzu Powązkowskim

Ukończył gimnazjum im. św. Stanisława Kostki, a następnie rozpoczął studia na Wydziale Humanistycznym Uniwersytetu Warszawskiego. Podczas studiów działał w Sodalicji Mariańskiej, pracę magisterską pt. Pogląd na świat Stefana Garczyńskiego przygotował pod kierunkiem prof. Józefa Ujejskiego. Następnie pracował jako nauczyciel w Liceum Fundacji Sułkowskich w Rydzynie, a po powrocie do Warszawy w liceum o.o. Marianów na Bielanach. Podczas II wojny światowej był zaangażowany w tajne nauczanie, po upadku powstania warszawskiego przebywał na Kielecczyźnie. Po zakończeniu wojny powrócił do Warszawy i nauczał w liceach, równocześnie działał w Towarzystwie Naukowym Warszawskim. Był organizatorem i prowadzącym Archiwum Elizy Orzeszkowej. Po włączeniu TNW w skład Polskiej Akademii Nauk, został zatrudniony w Instytucie Badań Literackich PAN. Uzyskał tam stopień doktora i doktora habilitowanego (na podstawie opracowania Listów Elizy Orzeszkowej). Tytuł profesora uzyskał w dziedzinie nauk humanistycznych. Od 1956 r. zasiadał w Radzie Naukowej Instytutu Badań Literackich PAN, pełnił funkcję kierownika Pracowni Dokumentacji i Edytorstwa Literatury XIX wieku IBL. Od 1967 r. był członkiem Komisji Egzaminacyjnej dla Dyplomowanych Pracowników Dokumentacji Naukowej przy PAN, działał w komisji edytorskiej Komitetu Nauk o Literaturze Polskiej PAN. Udzielał się w Towarzystwie Literackim im. Adama Mickiewicza, od 1950 r. przez sześć lat był sekretarzem, a kolejne dwadzieścia lat wiceprezesem Zarządu Głównego.
Interesował się literaturą polską okresu pozytywizmu; jego najważniejsze prace dotyczyły Elizy Orzeszkowej. Opisał też sylwetki Ignacego Chrzanowskiego, Zygmunta Szweykowskiego, Konrada Górskiego, Juliana Krzyżanowskiego i Witolda Suchodolskiego.
Spoczywa na cmentarzu Powązkowskim (kwatera A-4-18/19).